# Leader (rivière)
Pour les articles homonymes, voir Leader (homonymie).
La rivière Leader (en anglais : Leader River) est un cours d'eau du District de Hurunui dans la région de Canterbury de l’Île du Sud dans la Nouvelle-Zélande.

## Géographie
C’est un affluent du fleuve Waiau, qu’elle rencontre près de la ville de Parnassus.  De nombreuses petites sources se joignent pour former la rivière Leader et en particulier la Hookhamsnyvy Creek.

## Histoire
En 1910, le New Zealand Railways Department tenta de construire une ligne de chemin de fer  en amont de la vallée de la rivière 'Leader' pour former une partie de la Main North Line reliant Christchurch avec la région de  Marlborough. Entre 1912 et 1914, grossièrement 3 km de tracés furent installés vers les nord à partir de Parnassus en amont de la rivière Leader, quelques kilomètres de plus de ballastes furent constitués et le travail commença  sur un pont au dessus de la rivière.  Toutefois, la coupure liée à la Première Guerre mondiale entraîna un arrêt de la construction, et quand le travail reprit un tracé plus à l’est passant en dehors de Parnassus fut choisi. Néanmoins un pilier du pont, jamais terminé, continue à se dresser au milieu de la rivière Leader .